# Lepidosaphes shikohabadensis
Lepidosaphes shikohabadensis är en insektsart som beskrevs av Sushill K. Dutta 1990. Lepidosaphes shikohabadensis ingår i släktet Lepidosaphes och familjen pansarsköldlöss. Inga underarter finns listade i Catalogue of Life.